# Reggie Davani
Reginald Davani (ur. 5 lutego 1980 w Port Moresby) – papuaski piłkarz grający na pozycji pomocnika lub napastnika.

## Kariera klubowa
Karierę piłkarską Davani rozpoczął klubie w australijskim klubie Queensland Lions w 1997. W 201 przeszedł do lokalnego rywala – Taringa Rovers, po czym powrócił do ojczyzny, gdzie został zawodnikiem stołecznego University Inter. W 2003 był krótko zawodnikiem Metro FC. Oboma klubami wygrał rozgrywki – Port Moresby Premier League w 2001 i 2003.
W latach 2003–2008 występował w Nowej Zelandii, gdzie był kolejno zawodnikiem North Shore United, Bay Olympic, Auckland City. Z Auckland City zdobył mistrzostwo Nowej Zelandii w 2007, a z Bay Olympic wygrał rozgrywki – New Zealand North Premier League w 2006. W 2008 występował w klubie Kossa FC z Wysp Salomona. W 2009 powrócił do Australii, gdzie występował w klubach z lig stanowych. W 2012 powrócił do Nowej Gwinei, gdzie został zawodnikiem Morobe Kumuls.

## Kariera reprezentacyjna
W reprezentacji Papui-Nowej Gwinei Davani zadebiutował w 1998 w meczu z Wyspami Salomona w Pucharze Melanezji. W 2012 uczestniczył w Pucharze Narodów Oceanii 2012, który był jednocześnie częścią eliminacji Mistrzostw Świata 2014. Dotychczas rozegrał w reprezentacji 22 spotkania, w których zdobył 15 bramek.